# Discografia formației Dimmu Borgir
Aceasta este discografia formației norvegiene de black metal Dimmu Borgir. Până acum formația a lansat 9 albume de studio, o compilație, 6 EP-uri, 3 single-uri, 5 albume video și 12 videoclipuri.
Dimmu Borgir a fost înființată în 1993 în Oslo, Norvegia de către Shagrath, Silenoz și Tjodalv. În decembrie 1994 a avut loc lansarea albumului de debut For all tid, iar doi ani mai târziu, în ianuarie 1996, a fost lansat cel de-al doilea album, Stormblåst. Cel de-al treilea album, Enthrone Darkness Triumphant, lansat în mai 1997, a fost primul album lansat prin casa de discuri Nuclear Blast și primul album clasat în topuri; de asemenea este primul album cântat în engleză. Cel de-al patrulea album, Spiritual Black Dimensions, lansat în martie 1999, a fost primul album care a intrat în topul norvegian. Cel de-al cincilea album, Puritanical Euphoric Misanthropia, lansat în martie 2001, a reprezentat o îmbunătățire a clasării în topuri. Cel de-al șaselea album, Death Cult Armageddon, lansat în septembrie 2003, a fost primul album care a intrat în topul american și primul album cu o melodie extrasă pe single. Cel de-al optulea album, In Sorte Diaboli, lansat în aprilie 2007, a fost clasat pe primul loc în topul norvegian, fiind primul album al unei formații black metal care este clasat pe primul loc într-un top național; de asemenea a fost primul album al formației care a fost vândut în peste 15.000 de copii în țara natală, fiind astfel certificat "aur" în Norvegia. Cel de-al nouălea album, Abrahadabra, lansat în septembrie 2010, a reprezentat, în general, o înrăutățire a clasării în topuri.

## Albume de studio
| An   | Detalii                                                                                            | Clasament | Clasament | Clasament | Clasament | Clasament | Clasament | Clasament | Clasament | Clasament | Vânzări |
| An   | Detalii                                                                                            | [ 4 ]     | [ 5 ]     | [ 6 ]     | [ 7 ]     | [ 8 ]     | [ 9 ]     | [ 10 ]    | [ 11 ]    | [ 12 ]    | Vânzări |
| ---- | -------------------------------------------------------------------------------------------------- | --------- | --------- | --------- | --------- | --------- | --------- | --------- | --------- | --------- | ------- |
| 1994 | For all tid - Data lansării: 1 decembrie 1994 - Casa de discuri: No Colours Records                | —         | —         | —         | —         | —         | —         | —         | —         | —         | —       |
| 1996 | Stormblåst - Data lansării: 25 ianuarie 1996 - Casa de discuri: Cacophonous Records                | —         | —         | —         | —         | —         | —         | —         | —         | —         | —       |
| 1997 | Enthrone Darkness Triumphant - Data lansării: 30 mai 1997 - Casa de discuri: Nuclear Blast         | —         | —         | 26        | —         | 75        | —         | —         | —         | —         | —       |
| 1999 | Spiritual Black Dimensions - Data lansării: 2 martie 1999 - Casa de discuri: Nuclear Blast         | 31        | —         | 14        | —         | 25        | 18        | 98        | 44        | —         | —       |
| 2001 | Puritanical Euphoric Misanthropia - Data lansării: 12 martie 2001 - Casa de discuri: Nuclear Blast | 23        | —         | 11        | 66        | 16        | 16        | 71        | 28        | —         | —       |
| 2003 | Death Cult Armageddon - Data lansării: 8 septembrie 2003 - Casa de discuri: Nuclear Blast          | 14        | 54        | 9         | 35        | 12        | 2         | 42        | 28        | 170       | —       |
| 2005 | Stormblåst MMV - Data lansării: 11 noiembrie 2005 - Casa de discuri: Nuclear Blast                 | —         | —         | —         | 183       | 87        | 24        | —         | —         | —         | —       |
| 2007 | In Sorte Diaboli - Data lansării: 24 aprilie 2007 - Casa de discuri: Nuclear Blast                 | 11        | 30        | 6         | 34        | 7         | 1         | 37        | 10        | 43        | 15.000  |
| 2010 | Abrahadabra - Data lansării: 22 septembrie 2010 - Casa de discuri: Nuclear Blast                   | 20        | 24        | 8         | 43        | 15        | 2         | 100       | 17        | 42        | —       |

## Compilații
| An   | Detalii                                                                               | Clasament | Clasament | Clasament | Clasament | Clasament | Clasament | Clasament | Clasament | Clasament | Vânzări |
| An   | Detalii                                                                               | [ 4 ]     | [ 5 ]     | [ 6 ]     | [ 7 ]     | [ 8 ]     | [ 9 ]     | [ 10 ]    | [ 11 ]    | [ 12 ]    | Vânzări |
| ---- | ------------------------------------------------------------------------------------- | --------- | --------- | --------- | --------- | --------- | --------- | --------- | --------- | --------- | ------- |
| 1998 | Godless Savage Garden - Data lansării: 13 iulie 1998 - Casa de discuri: Nuclear Blast | 47        | —         | 25        | —         | 56        | —         | 98        | —         | —         | —       |

## EP-uri
| An   | Detalii |
| ---- | --- |
| 1994 | Inn i evighetens mørke - Data lansării: 17 decembrie 1994 - Casa de discuri: Necromantic Gallery Productions                               |
| 1996 | Devil's Path - Data lansării: 19 iunie 1996 - Casa de discuri: Hot Records                                                                 |
| 1999 | Sons of Satan Gather for Attack - Data lansării: 7 decembrie 1999 - Casa de discuri: Hammerheart Records - Split cu Old Man's Child        |
| 2000 | True Kings of Norway - Data lansării: 13 iunie 2000 - Casa de discuri: Spikefarm Records - Split cu Emperor, Immortal, Ancient și Arcturus |
| 2002 | Alive in Torment - Data lansării: 26 februarie 2002 - Casa de discuri: Nuclear Blast                                                       |
| 2002 | World Misanthropy - Data lansării: 8 iunie 2002 - Casa de discuri: Nuclear Blast                                                           |

## Single-uri
| An   | Titlu                     | Album                 |
| ---- | ------------------------- | --------------------- |
| 2004 | "Vredesbyrd"              | Death Cult Armageddon |
| 2007 | "The Serpentine Offering" | In Sorte Diaboli      |
| 2010 | "Gateways"                | Abrahadabra           |

## Albume video
| An   | Detalii                                                                                            |
| ---- | -------------------------------------------------------------------------------------------------- |
| 1997 | Live & Plugged Vol. 2 - Data lansării: 1997 - Casa de discuri: Nuclear Blast - Split cu Dissection |
| 2002 | World Misanthropy - Data lansării: 8 iunie 2002 - Casa de discuri: Nuclear Blast                   |
| 2003 | Death Cult Armageddon - Data lansării: 6 octombrie 2003 - Casa de discuri: Nuclear Blast           |
| 2008 | The Invaluable Darkness - Data lansării: 10 octombrie 2008 - Casa de discuri: Nuclear Blast        |
| 2010 | Behind the Player: Dimmu Borgir - Data lansării: 8 iunie 2010 - Casa de discuri: Alfred Music      |

## Videoclipuri
| An   | Titlu                               | Album                             |
| ---- | ----------------------------------- | --------------------------------- |
| 1997 | "Mourning Palace"                   | Enthrone Darkness Triumphant      |
| 1997 | "Entrance"                          | Enthrone Darkness Triumphant      |
| 1997 | "Spellbound (By the Devil)"         | Enthrone Darkness Triumphant      |
| 2001 | "Puritania"                         | Puritanical Euphoric Misanthropia |
| 2003 | "Vredesbyrd"                        | Death Cult Armageddon             |
| 2003 | "Progenies of the Great Apocalypse" | Death Cult Armageddon             |
| 2005 | "Sorgens kammer - del II"           | Stormblåst MMV                    |
| 2007 | "The Serpentine Offering"           | In Sorte Diaboli                  |
| 2007 | "The Sacrilegious Scorn"            | In Sorte Diaboli                  |
| 2007 | "The Chosen Legacy"                 | In Sorte Diaboli                  |
| 2010 | "Gateways"                          | Abrahadabra                       |
| 2010 | "Dimmu Borgir"                      | Abrahadabra                       |